# Двас, Григорий Викторович
Григо́рий Ви́кторович Двас (род. 1 марта 1965, Ленинград) — российский хозяйственный и государственный деятель, учёный-экономист, ректор Ленинградского государственного университета имени А. С. Пушкина.

## Биография
Выпускник кафедры механики и процессов управления физико-механического факультета Ленинградского политехнического института 1987 года и Kennedy Western University (Бойсе, штат Айдахо, США) 1995 года (специальность «экономика»).
До прихода в правительство Ленинградской области работал в:
- НПО «Ритм» Минсудпрома СССР (1987—1991),
- советско-болгарском СП «РПС» (1991—1992),
- внешнеэкономической фирме «НОБЛ» (1992—1994),
- консалтинговой компании «Русинвест» (1994—1996),
- Гуманитарном фонде СНГ (1996)[2].

Назначен председателем Комитета экономического развития и инвестиционной деятельности Ленинградской области (настоящее название комитета) в октябре 1996 года. В правительстве Сердюкова — бессменный вице-губернатор, курирующий экономический блок (с мая 1999 года по июнь 2012).
С июня 2012 года по январь 2022 года — советник губернатора Ленинградской области А. Ю. Дрозденко по экономике и инвестициям. По совместительству с 2013 год по 2020 год — главный ученый секретарь Санкт-Петербургского научного центра РАН (до марта 2019 года руководитель — Нобелевский лауреат академик Жорес Иванович Алфёров). С января 2022 года — ректор Ленинградского государственного университета имени А. С. Пушкина.
С 1998 года по 2021 год совмещал работу в государственных органах с преподавательской и научной деятельности, в том числе в Санкт-Петербургском государственном экономическом университете и в Институте проблем региональной экономики РАН.
Имеет научные степени доктора экономических наук (2000), кандидата технических наук (1991) и доктора бизнес-администрирования (1995) (США) и учёное звание профессора (2003). Автор более 150 научных работ.
Член Межведомственного Северо-Западного координационного совета при Российской академии наук по фундаментальным и прикладным исследованиям. Председатель Ленинградского областного отделения Русского географического общества.
Женат, отец троих детей.

### Хобби
Филокартист, автор книг (история в открытках):
- «Тихвинские дали», Изд. Сад искусств, 2002, с. 128; ISBN 5-94921-006-9
- «Поездом в Тосно. Тосненский район на старых открытках», Изд. Сад искусств, СПб, 2003, с. 224; ISBN 5-94921-007-7
- «Присвирье», Изд. Сад искусств, 2002, с. 128; ISBN 5-94921-001-8[6].